# Syalapakha
Syalapakha – gaun wikas samiti w zachodniej części Nepalu w strefie Rapti w dystrykcie Rukum. Według nepalskiego spisu powszechnego z 2001 roku liczył on 1136 gospodarstw domowych i 6968 mieszkańców (3600 kobiet i 3368 mężczyzn).